# Emmo van Loon
Emmo van Loon (na 1015 - voor 5 februari 1079?) was de derde graaf van het graafschap Loon.

## Biografie
Voorheen werd aangenomen dat Emmo de zoon was van graaf Giselbert van Loon, maar waarschijnlijk was hij de zoon van diens broer Arnulf van Haspinga, omdat dit verklaart waarom "Arnold" de Leitname van het geslacht werd.
Emmo's jongere broer Otto II van Duras was abt in de abdij van Sint-Truiden. Tussen 1046 en 1078 werden Emmo en Otto samen als comites de Los vermeld, hetgeen doet vermoeden dat ze het graafschap samen bestuurden. De stelling dat Emmo trouwde met een erfdochter van Horne is al lang achterhaald; intussen staat vast dat hij trouwde met Swanhilde, dochter van de Friese graaf Dirk III. Ze kregen de volgende kinderen:
- Arnold I, vanaf 1079 graaf van Loon
- Diederik (Dirk) van Loon, heer van Horne en Herlaar
- (mogelijk) Reinoud, voogd van Fosses
- (mogelijk) Sophia (-1065), die volgens twijfelachtige middeleeuwse bronnen tijdens haar gijzelneming in Duitsland trouwde met koning Géza van Hongarije.